# Adam Bandt
Adam Bandt, né le 11 mars 1972 à Adélaïde, est un homme politique et avocat australien, chef du parti des Verts australiens et fut premier représentant de ce parti à la Chambre des représentants de 2010 à 2025.

## Biographie
Après des études de droit à l'université Murdoch en Australie-Occidentale, il devient solliciteur pour un cabinet d'avocat de 1997 à 2008. Il complète une thèse de doctorat à l'université Monash et devient barrister (avocat plaidant) en 2008, jusqu'à son entrée au Parlement en 2010.
Aux élections fédérales australiennes de 2010, il entre à la Chambre des représentants comme député de la circonscription de Melbourne, couvrant le centre de cette ville. Il est le premier Vert à entrer à cette Chambre, les Verts ayant surtout des élus au Sénat,. Les élections de 2010 ayant produit un parlement sans majorité, le Parti travailliste australien de Julia Gillard ne peut gouverner qu'avec l'appui d'Adam Bandt et de députés sans étiquette (Tony Windsor, Robert Oakeshott et Andrew Wilkie). En échange, les Verts et les indépendants obtiennent notamment une réforme des procédures parlementaires, permettant davantage aux députés d'arrière-ban de s'exprimer à la Chambre. Durant cette législature 2010-2013, Adam Bandt introduit et fait adopter avec le soutien des travaillistes une proposition de loi reconnaissant la maladie professionnelle des pompiers atteints d'un cancer à cause de leur travail.
Réélu député de Melbourne aux élections de 2013, 2016 et 2019, Adam Bandt brigue sans succès la direction des Verts en 2015, puis est élu chef du parti en 2020, succédant à Richard Di Natale,. Il annonce les priorités du parti pour les années à venir : une Nouvelle Donne verte (Green New Deal) pour relancer l'industrie manufacturière ; et la gratuité des soins dentaires et de l'enseignement supérieur.